# Colostygia viperata
Colostygia viperata là một loài bướm đêm trong họ Geometridae.